# Orde van Maria Visitatie
De Orde van Maria Visitatie (Latijn: Ordo Visitatio Mariae, afkorting: OVM) (visitandinnen) is een vrouwelijke contemplatieve kloosterorde die in 1610 in het Franse Annecy gesticht werd door Franciscus van Sales en Jeanne F.F. de Chantal. De orde richt zich speciaal op de christelijke opvoeding van meisjes.
De orde groeide snel en in 1641 telde ze al 80 huizen.
In België was er een Brussels Visitandinnenklooster en een in Bergen, terwijl de latere huizen van Kraainem en Vlijtingen nog bestaan. In Nederland was er een Visitandinnenklooster in Tilburg (1885-1986).
De heilige Margaretha-Maria Alacoque (1647–1690) behoorde tot deze orde.